# LFG Roland D.VI
Roland D.VI là một mẫu máy bay tiêm kích của Đức vào cuối Chiến tranh thế giới I.

## Quốc gia sử dụng
German Empire
- Luftstreitkräfte
- Kaiserliche Marine

## Tính năng kỹ chiến thuật (Roland D.VIb)
Dữ liệu lấy từ The Complete Book of Fighters 
Đặc điểm tổng quát
- Kíp lái: 1
- Chiều dài: 6,32 m (20 ft 8⅞ in)
- Sải cánh: 9,42 m (30 ft 10⅞ in)
- Chiều cao: 2,80 m (9 ft 2¼ in)
- Diện tích cánh: 22,1 m² (238 ft²)
- Trọng lượng rỗng: 656 kg (1.446 lb)
- Trọng lượng có tải: 846 kg (1.865 lb)
- Động cơ: 1 × Benz IIIa, 149 kW (200 hp)

 Hiệu suất bay 
- Vận tốc cực đại: 199 km/h (108 knot, 124 mph)
- Trần bay: 5.790 m [2] (19.000 ft)
- Tải trên cánh: 38,3 kg/m² (7,84 lb/ft²)
- Công suất/trọng lượng: 0,18 kW/kg (0,11 hp/lb)
- Thời gian bay: 2 h

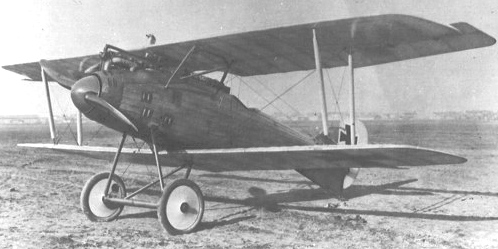
Roland D.VI

- Lên độ cao 5.000 m (16.400 ft): 19 phút

Trang bị vũ khí

2 x súng máy LMG08/15 7,92 mm